# Eugenio Garin
Eugenio Garin (Rieti, 9 maggio 1909 – Firenze, 29 dicembre 2004) è stato un filosofo e storico della filosofia italiano.

## Biografia
Allievo del filosofo Ludovico Limentani, è considerato uno dei più autorevoli storici della filosofia e della cultura dell'Umanesimo e del Rinascimento vissuti nel Novecento, tanto da essere stato paragonato a Jacob Burckhardt da Delio Cantimori.
Dopo aver frequentato le scuole a Firenze, Garin inizia giovanissimo l'università e si laureò in filosofia nell'Università di Firenze a soli 21 anni sotto la guida di Limentani. In questi anni pubblicò vari studi sull'Illuminismo inglese che sarebbero confluiti nel volume del 1942 sui moralisti inglesi. Subito dopo la laurea sostenne e vinse il concorso per insegnare nei licei, cosa che continuò a fare fino al 1949, quando vinse la cattedra da ordinario all'università di Firenze. Tra i commissari del concorso liceale c'era Augusto Guzzo, una figura che costituirà un punto di riferimento per Garin quanto meno fino ai primi anni del dopoguerra. In questi anni i suoi riferimenti culturali non erano costituiti da intellettuali e politici come Gramsci, ma da filosofi di matrice spiritualista e cattolica come Louis Lavelle e René Le Senne o, in Italia, Enrico Castelli Gattinara di Zubiena, Michele Federico Sciacca e lo stesso Guzzo. Nel 1944 Garin, iscritto al Partito Nazionale Fascista dal 1931, pronunciò al Lyceum di Firenze una commemorazione per la morte del presidente dell'Accademia d'Italia Giovanni Gentile, assassinato dai GAP .
Una svolta nella prospettiva politica, filosofica e storiografica (le tre cose non vanno separate) si ebbe con l'uscita dei Quaderni del carcere di Antonio Gramsci, che influenzarono notevolmente la sua filosofia nel costante riferimento alla concretezza del pensiero, e con la pubblicazione delle Cronache di filosofia italiana. Questo volume, fortemente sollecitato da Vito Laterza, vinse il premio Viareggio per la saggistica e fu favorevolmente accolto da vari recensori. Tra questi spicca Roderigo di Castiglia, alias Palmiro Togliatti, che lo recensì molto favorevolmente su Rinascita. Dopo l'intervento di Togliatti, Garin assurse al ruolo di intellettuale civile e principale interlocutore culturale del Partito Comunista. Questo ruolo fu sancito nel gennaio del 1958 quando Garin aprì il convegno per i venti anni dalla morte di Gramsci, convegno a cui partecipò lo stesso Togliatti.
Storico della filosofia molto legato al rigore filologico e al lavoro sui testi, rifiutava la definizione di filosofo; è tuttavia considerabile tale proprio in virtù delle sue polemiche antispeculative e come influente teorico della storiografia filosofica. Per molti anni è stato affermato docente nell'Università degli Studi di Firenze, insieme a note figure intellettuali come Delio Cantimori e Cesare Luporini. In seguito si trasferì a Pisa, insegnando alla Scuola Normale Superiore, a causa dei perduranti disordini della rivolta studentesca iniziata nel '68, di cui non condivideva le modalità di lotta e che considerava espressione di astratto rivoluzionarismo.
Personalità estremamente stimolante, si è dedicato con passione alla formazione dei suoi numerosi allievi; sotto la sua guida si sono formati egregi studiosi, tra i quali si ricordano Giancarlo Garfagnini, ordinario di Filosofia Medievale nell'ateneo fiorentino, Cesare Vasoli, Michele Ciliberto, ordinario alla Normale di Pisa, Sergio Moravia, Paolo Rossi, Maurizio Torrini, Saverio Ricci, Loris Sturlese, ordinario di Filosofia Medievale a Lecce, Anna Maria Princigalli, partigiana e pedagoga dei Convitti Rinascita e della rivista Educazione Democratica. È stato per decenni il principale consulente della casa editrice Laterza, sia per la filosofia antica sia per la filosofia moderna, collaborando attivamente alle due collane di classici della filosofia fondate da Benedetto Croce, e affidando ai tipi della Laterza numerose sue opere fondamentali. I suoi interessi furono essenzialmente rivolti al pensiero dell'umanesimo, del Rinascimento e alla storia della cultura. La sua infaticabile avidità di letture filosofiche lo rese consigliere prezioso anche per le giovani o giovanissime leve di pensatori, italiani e non. La Casa editrice Laterza gli ha reso omaggio commissionando e pubblicando un volume comprendente la bibliografia completa delle sue opere.
Nel 1970 l'Accademia dei Lincei gli ha conferito il Premio Feltrinelli per le Scienze Filosofiche.

## Opere principali
- Giovanni Pico della Mirandola. Vita e dottrina, 1937
- Gli illuministi inglesi. I Moralisti, 1942
- Il Rinascimento italiano, 1941
- L'Umanesimo italiano, 1952
- Medioevo e Rinascimento, 1954
- Cronache di filosofia italiana, 1955
- L'educazione in Europa 1400-1600, 1957
- La filosofia come sapere storico, 1959
- La cultura filosofica del Rinascimento italiano, 1960
- La cultura italiana tra Ottocento e Novecento, 1962
- Scienza e vita civile nel Rinascimento italiano, 1965
- Storia della filosofia italiana, 1966 (tre volumi)
- Dal Rinascimento all'Illuminismo, 1970
- Intellettuali italiani del XX secolo, 1974
- Rinascite e rivoluzioni, 1975
- Lo zodiaco della vita, 1976
- Tra due secoli, 1983
- Vita e opere di Cartesio, 1984
- Ermetismo del Rinascimento, 1988
- Gli editori italiani tra Ottocento e Novecento, 1991
- La cultura del Rinascimento, 2000

## Archivio e biblioteca personale
Dopo il decesso, avvenuto alla fine del 2004, per suo lascito testamentario le sue carte e la sua biblioteca sono state depositate presso la Scuola Normale Superiore di Pisa.